# USNS William McLean (T-AKE-12)
L'USNS William McLean (T-AKE-12) est un vraquier de la classe Lewis and Clark lancé en 2011 pour l'United States Navy. Il a été nommé en l'honneur de William B. McLean (en), physicien de la marine des États-Unis , qui a conçu et développé le missile Sidewinder. Le contrat de construction du William McLean a été attribué à la National Steel and Shipbuilding Company le 12 décembre 2008. Le navire a été lancé le 16 avril 2011, parrainé par la nièce du Dr McLean, Margaret Taylor et a été livré au Military Sealift Command (MSC) le 28 septembre 2011.

## Déploiement
Le 22 décembre 2016, l'USNS William McLean est retourné à la Naval Weapons Station Yorktown après un déploiement de 47 jours avec la sixième flotte américaine en Méditerranée.
McLean a aidé les navires d'assaut amphibie et de transport de la Marine, l'USS Waspet l'USS San Antonio, dans le cadre de la Bataille de Syrte (2016).

## Galerie

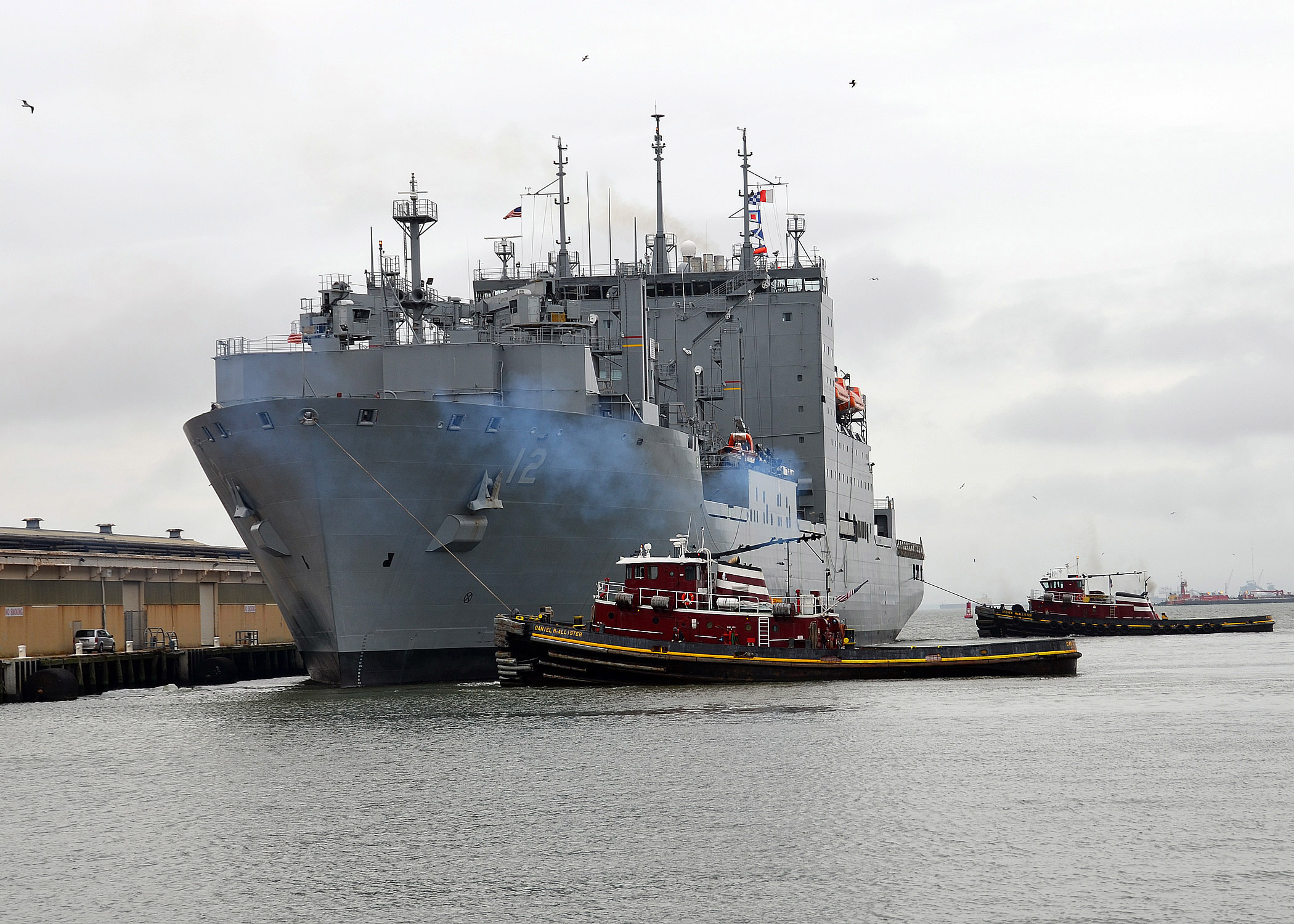
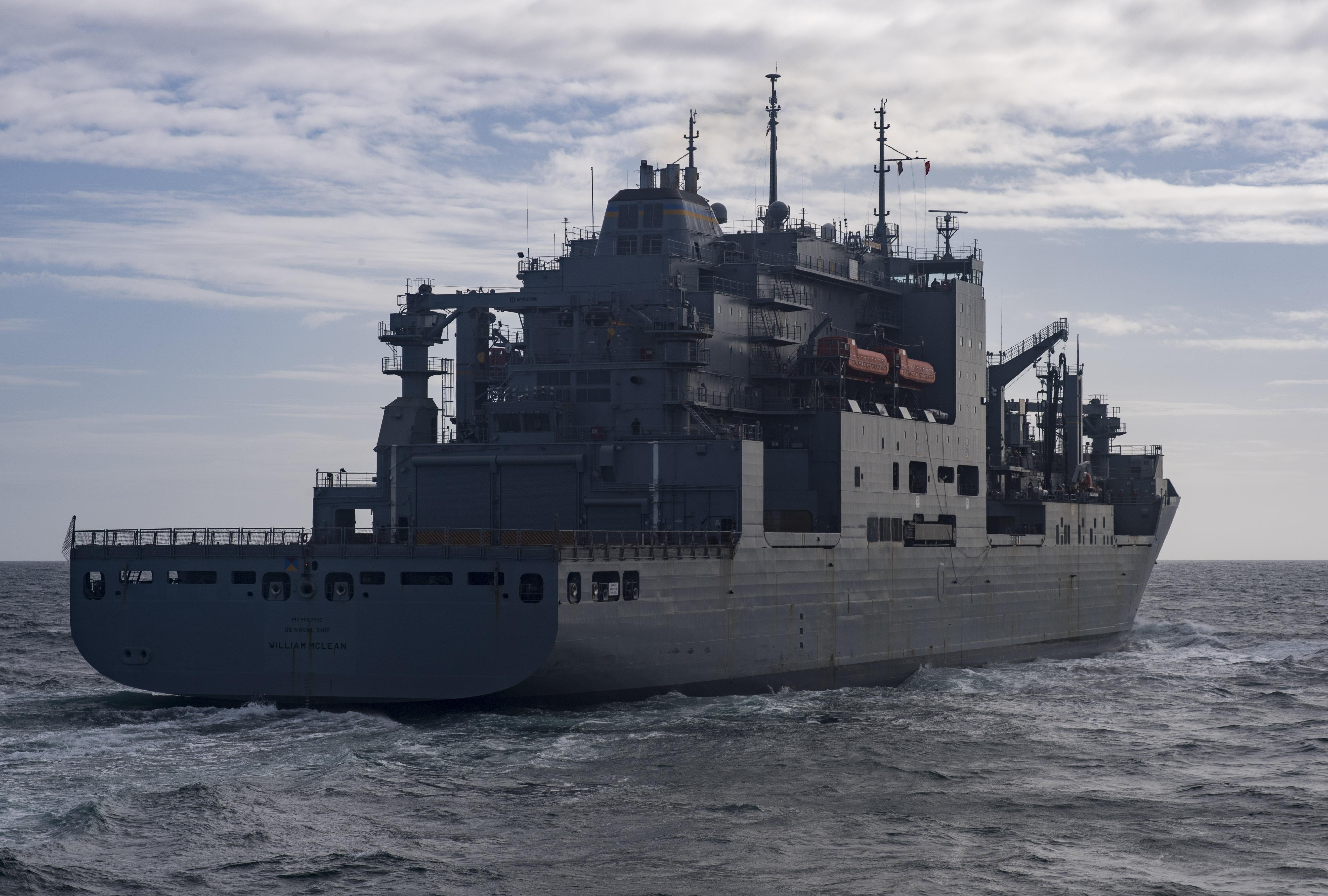
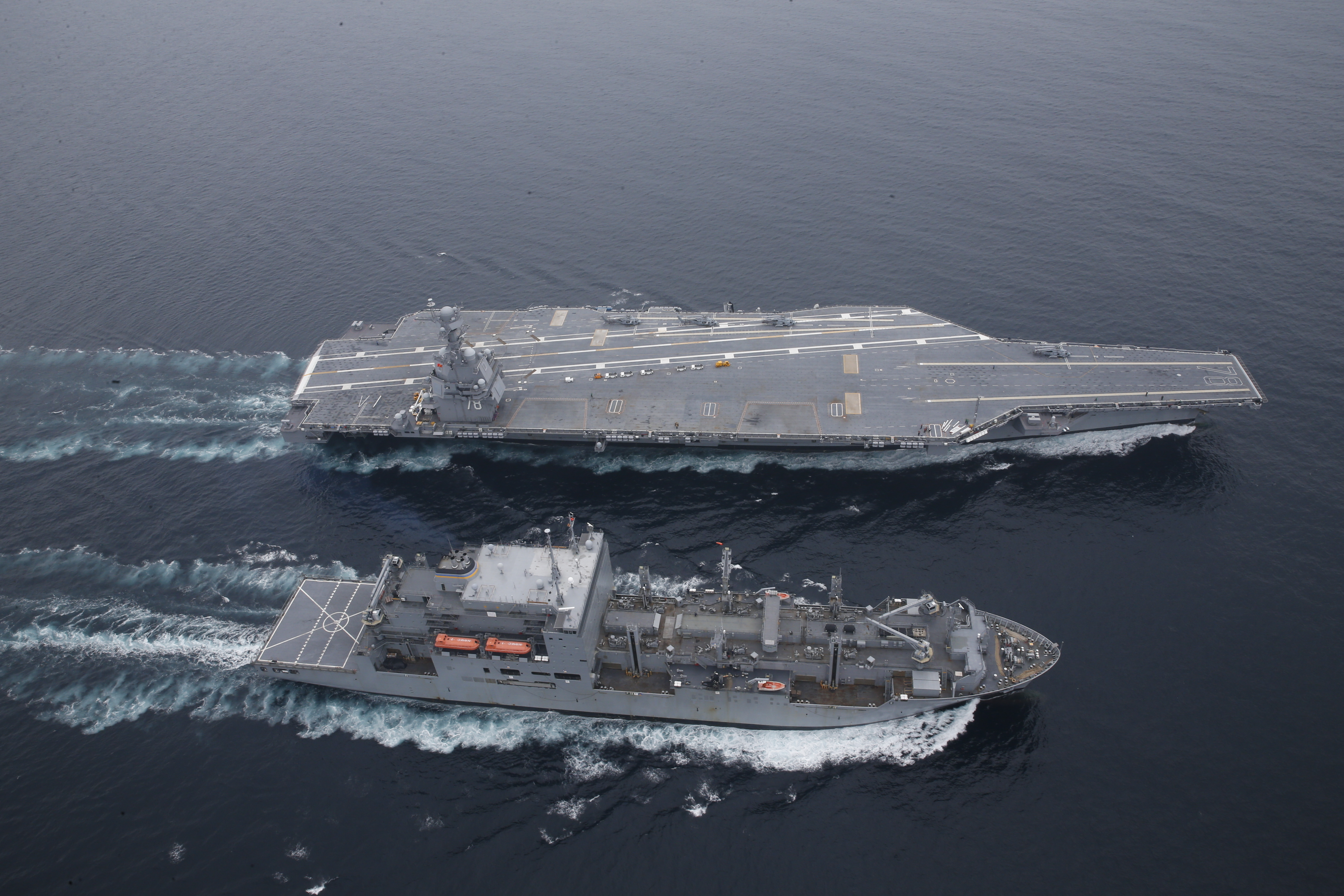